# Dalmanitidae
Dalmanitidae (лат.) — семейство трилобитов отряда Phacopida, включает в себя 33 рода. Представители семейства обитали с ордовикского по девонский период (478,6—383,7 млн лет назад).

## Описание
Представители этого семейства имели уплощённый панцирь и крупный головной щит со щёчными шипами и нередко со срединным остриём. Все борозды глабели были чёткими. Третья пара борозд обычно была развита не более остальных, вследствие чего промежуточное кольцо не было выраженным. У всех представителей Dalmanitidae имелись глаза. Плевры туловища обычно были заострёнными. Хвостовой щит был большим и сильно расчленённым, часто заострённым и имеющим хвостовые шипы.

## Роды семейства
В семейство включают следующие роды:
- Acastinae
- Anchiopsis
- Bessazoon
- Chattiaspis
- Coronura
- Crozonaspis
- Dalmanites
- Dalmanitina
- Dalmanitininae
- Daytonia
- Delops
- Dreyfussina
- Duftonia
- Eodalmanitina
- Francovichia
- Gamonedaspis
- Glyptambon
- Huntoniatonia
- Kazachstania
- Lygdozoon
- Morgatia
- Mucronaspis
- Neoprobolium
- Odontocephalus
- Odontochile
- Ormathops
- Songxites
- Struveria
- Synphoria
- Synphoroides
- Toletanaspis
- Zeliszkellinae